# Rift del Rio Grande
Il rift del Rio Grande è una zona di rift continentale situata nel sudovest degli Stati Uniti d'America, che si sviluppa con un andamento in direzione nord. Separa l'altopiano del Colorado a ovest dalla parte interna del cratone nordamericano a est.
Il rift si estende dalla parte centrale dello stato del Colorado a nord, fino allo stato del Chihuahua in Messico, a sud. La zona di rift è costituita da quattro bacini, che hanno un'ampiezza media di 50 chilometri. Il rift può essere osservato da vicino nella Foresta nazionale del Rio grande, nel White Sands National Monument, nella Foresta nazionale di Santa Fe e nella Foresta nazionale Cibola.
Il rift del Rio Grande è da lungo tempo un importante sito di insediamenti umani, in quanto fornisce un percorso in direzione nord-sud lungo il grande fiume. Il fiume Rio Grande segue l'andamento del rift dalla parte meridionale dello stato del Colorado fino a El Paso, dove piega verso sudest per dirigersi verso il Golfo del Messico.
All'interno del rift si sono sviluppate importanti città come Albuquerque, Santa Fe, Taos, Española, Las Cruces, El Paso e Ciudad Juárez.

## Geologia
Il rift del Rio Grande rappresenta l'espressione più orientale del vasto fenomeno tettonico distensivo avvenuto nella parte occidentale degli U.S.A. negli ultimi 35 milioni di anni. Il rift consiste di tre bacini più grandi e numerosi piccoli bacini che coprono una superficie inferiore a 100 km2. 
I tre bacini più importanti, elencati da nord a sud, sono il bacino di San Luis, di Española e di Albuquerque. Scendendo ancora più a sud, il rift è definito da un intreccio di bacini e catene montuose più piccoli e meno distinti topograficamente. La distinzione tra questi piccoli bacini e quelli della Provincia di Basin and Range, diviene piuttosto incerta nella parte settentrionale del Messico.
La dimensione dei bacini generalmente diminuisce andando verso la parte settentrionale del rift, anche se il bacino di Española si estende per 120 km in direzione nord-sud e 40 km in direzione est-ovest e il San Luis ha una lunghezza di 120 km e una larghezza di 80 km. I bacini più vasti possono contenere al loro interno anche delle unità più piccole, come il bacino di Alamosa che si trova all'interno del San Luis, che è delimitato dai monti San Juan e Tusas a ovest e dai monti Sangre de Cristo a est. Il bacino di Albuquerque, che è il vasto dei tre grandi bacini, si estende per 160 km in direzione nord-sud e 86 km in direzione est-ovest. È il più antico dei tre grandi bacini e ha uno spessore di 7.350 m di sedimenti clastici del Paleogene depositatisi sul basamento cristallino risalente al Precambriano. La parte più meridionale del bacino contiene rocce vulcaniche depositatesi prima della formazione del rift, mentre le porzioni centrale e settentrionale contengono rocce eruttate durante la fase di formazione del rift.
La parte più meridionale del rift del Rio Grande tende ad allargarsi, assumendo una struttura più complessa e fisiograficamente indistinguibile dall'adiacente provincia di Basin and Range.